# Punjab Cricket Association IS Bindra Stadium
Das Punjab Cricket Association IS Bindra Stadium, häufig auch abgekürzt PCA Stadium, ist ein Cricketstadion in Mohali, Chandigarh, Indien. Im April 2015 wurde das Stadion nach den ehemaligen Präsident des Cricket Verbandes in Punjab, Inderjit Bindra, benannt.

## Kapazität & Infrastruktur
Das Stadion wurde 1993 und hat eine Kapazität von 26.950 Zuschauern. Es verfügt über eine Flutlichtanlage, die jedoch im Gegensatz zu vergleichbaren Stadien niedrig ausfällt, um den Flugbetrieb des nahegelegenen Chandigarh Airport nicht zu beeinflussen. Die Ends heißen Pavilion End und City End.

## Internationales Cricket
Das erste internationale Spiel war ein One-Day International zwischen Indien und Südafrika am 22. November 1993. Der erste Test Cricket wurde zwischen dem 10. und 14. Dezember 1994 zwischen Indien und den West Indies. Beim Cricket World Cup 1996 wurde an dieser Stelle ein Halbfinale, beim Cricket World Cup 2011 zwei Vorrundenspiele und ein Halbfinale ausgetragen. Auch wurden hier vier Vorrundenspiele und ein Halbfinale des ICC Champions Trophy 2006 ausgetragen. Ebenso wurden hier Partien bei der ICC World Twenty20 2016 und der parallelen ICC Women’s World Twenty20 2016 ausgetragen.

## Nationales Cricket
Das Stadion dient als Heimstadion des Cricket Teams von Punjab, sowohl in der Ranji Trophy als auch in anderen nationalen Wettbewerben. Des Weiteren wird es für einige Heimspiele des Franchises Kings XI Punjab in der Indian Premier League genutzt.